# داندین (فلوریدا)
داندین (به انگلیسی: Dunedin) شهری در شهرستان پاینلاس ایالت فلوریدا است که در سال ۱۸۹۹ بنیان‌گذاری شده‌است. این شهر طبق سرشماری سال ۲۰۱۰ میلادی، ۳۵٬۳۲۱ نفر جمعیت داشته و مساحت آن نیز ۷۳٫۱ کیلومتر مربع است.

## نگارخانه

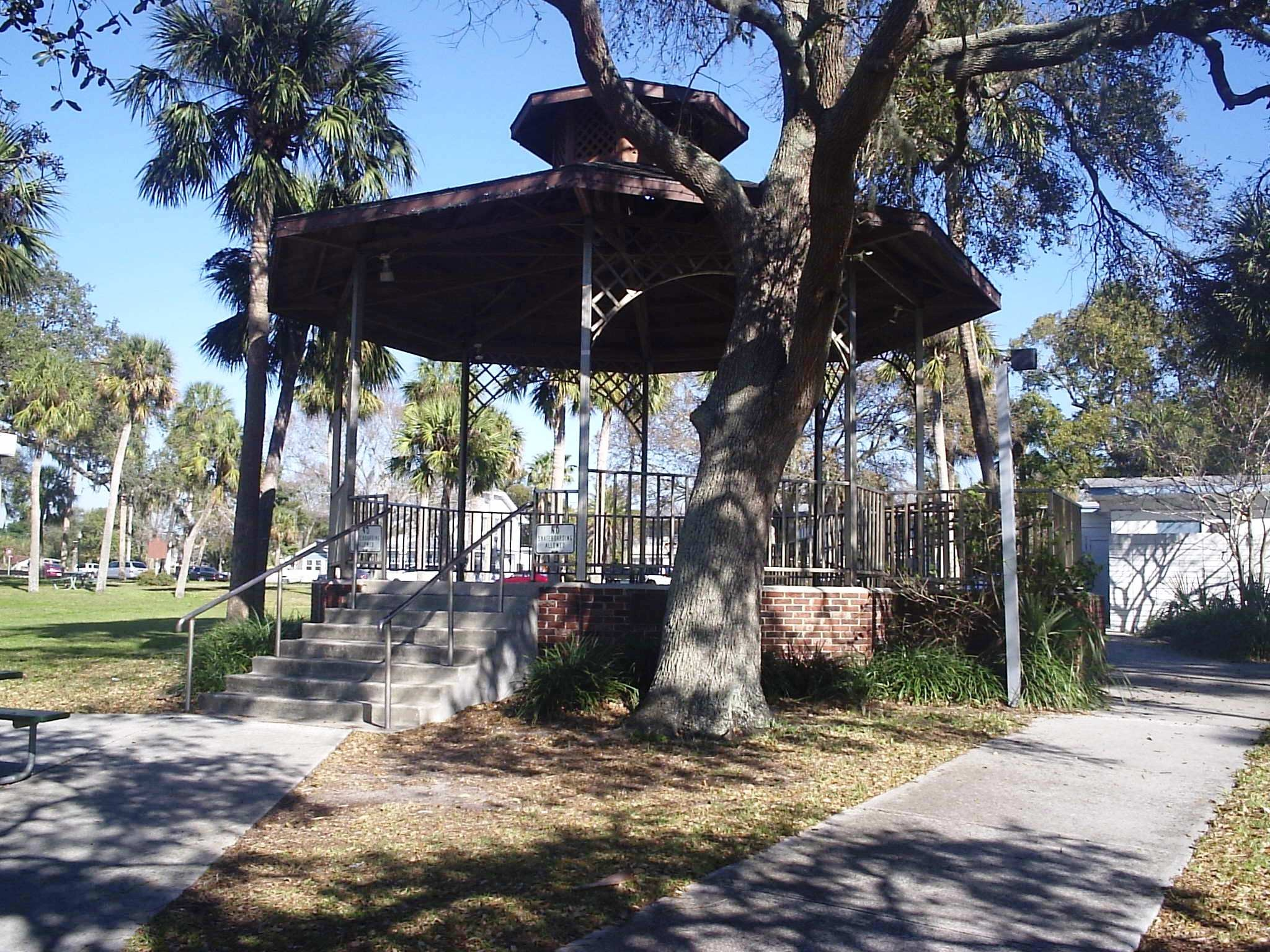